# Gift Links
Gift Links (Rustenburg, 2 ottobre 1998) è un calciatore sudafricano, attaccante dell'Aarhus e della nazionale sudafricana.

## Carriera

### Club
Ha giocato nella prima divisione sudafricana, in quella egiziana ed in quella danese.

### Nazionale
Nel 2018 ha esordito nella nazionale sudafricana.